# Formel-Nippon-Saison 2007
Formel-Nippon-Saison 2007 wurde vom 31. März bis zum 18. November im Rahmen von 9 Rennen ausgetragen. In die Wertung kamen alle erzielten Resultate.
| Punktewertung |    |   |   |   |   |   |   |   |
| Platz:        | 1  | 2 | 3 | 4 | 5 | 6 | 7 | 8 |
| Punkte:       | 10 | 8 | 6 | 5 | 4 | 3 | 2 | 1 |

## Teams und Fahrer
| Nr. | Fahrer                 | Team                          |
| --- | ---------------------- | ----------------------------- |
| 1   | Benoît Tréluyer        | Mobilecast Team Impul         |
| 2   | Tsugio Matsuda         | Mobilecast Team Impul         |
| 3   | Masataka Yanagida      | Carchs Kondo Racing           |
| 4   | João Paulo de Oliveira | Carchs Kondo Racing           |
| 5   | Katsuyuki Hiranaka     | SG Team 5zigen                |
| 6   | Hiroki Yoshimoto       | SG Team 5zigen                |
| 7   | Tatsuya Kataoka        | Forum Engineering Team LeMans |
| 8   | Toranosuke Takagi      | Forum Engineering Team LeMans |
| 11  | Yūji Tachikawa         | Team Reckless Cerumo          |
| 12  | Kouta Sasaki           | Team Reckless Cerumo          |
| 19  | Satoshi Motoyama       | Arabian Oasis Team Impul      |
| 20  | Michael Krumm          | Arabian Oasis Team Impul      |
| 31  | Loïc Duval             | Piaa Nakajima                 |
| 32  | Takashi Kogure         | Piaa Nakajima                 |
| 33  | Ronnie Quintarelli     | Boss Inging Formula Nippon    |
| 34  | Naoki Yokomizo         | Boss Inging Formula Nippon    |
| 36  | André Lotterer         | DHG Tom’s Racing              |
| 37  | Seiji Ara              | DHG Tom’s Racing              |
| 40  | Björn Wirdheim         | DoCoMo Dandelion              |
| 41  | Fabio Carbone          | DoCoMo Dandelion              |
| 55  | Yūji Ide               | Autobacs Racing Team Aguri    |
| 56  | Toshihiro Kaneishi     | Autobacs Racing Team Aguri    |

## Rennkalender
|   | Datum               | Rennen | Strecke | Pole-Position    | Platz 1            | Platz 2         | Platz 3                |
| - | ------------------- | ------ | ------- | ---------------- | ------------------ | --------------- | ---------------------- |
| 1 | 31. März – 1. April | Japan  | Fuji    | Benoît Tréluyer  | Benoît Tréluyer    | Tsugio Matsuda  | Loïc Duval             |
| 2 | 14.–15. April       | Japan  | Suzuka  | Tsugio Matsuda   | Satoshi Motoyama   | Tsugio Matsuda  | Takashi Kogure         |
| 3 | 19.–20. Mai         | Japan  | Motegi  | Tsugio Matsuda   | Takashi Kogure     | André Lotterer  | Tsugio Matsuda         |
| 4 | 9.–10. Juni         | Japan  | Okayama | Takashi Kogure   | Ronnie Quintarelli | Benoît Tréluyer | Tsugio Matsuda         |
| 5 | 7.–8. Juli          | Japan  | Suzuka  | Tsugio Matsuda   | Satoshi Motoyama   | Björn Wirdheim  | Yūji Ide               |
| 6 | 25.–26. August      | Japan  | Fuji    | Satoshi Motoyama | André Lotterer     | Benoît Tréluyer | Loïc Duval             |
| 7 | 15.–16. September   | Japan  | Sugo    | Takashi Kogure   | Takashi Kogure     | Benoît Tréluyer | Loïc Duval             |
| 8 | 20.–21. Oktober     | Japan  | Motegi  | Takashi Kogure   | Takashi Kogure     | Loïc Duval      | Benoît Tréluyer        |
| 9 | 17.–18. November    | Japan  | Suzuka  | Takashi Kogure   | Satoshi Motoyama   | André Lotterer  | João Paulo de Oliveira |

## Punktestand

### Fahrer
| 1. | Tsugio Matsuda   | 46 |
| 2. | Benoît Tréluyer  | 45 |
| 3. | Takashi Kogure   | 41 |
| 4. | Satoshi Motoyama | 38 |
| 5. | André Lotterer   | 37 |
| 6. | Loïc Duval       | 31 |

| 7.  | Ronnie Quintarelli     | 27 |
| 8.  | João Paulo de Oliveira | 18 |
| 9.  | Björn Wirdheim         | 17 |
|     | Michael Krumm          | 12 |
| 11. | Seiji Ara              | 11 |
| 12. | Yūji Tachikawa         | 11 |

| 13. | Yūji Ide          | 6 |
| 14. | Tatsuya Kataoka   | 5 |
| 15. | Fabio Carbone     | 2 |
| 16. | Toranosuke Takagi | 3 |

### Team
| 1. | Mobilecast Impul    | 91 |
| 2. | Piaa Nakajima       | 72 |
| 3. | Arabian Oasis Impul | 50 |
| 4. | DHG Tom’s           | 48 |
| 5. | Boss Inging         | 27 |
| 6. | DoCoMo Dandelion    | 20 |

| 7.  | Carchs Kondo    | 18 |
| 8.  | Team LeMans     | 8  |
| 9.  | Team Cerumo     | 7  |
| 10. | Arta            | 6  |
| 11. | Reckless Cerumo | 4  |